# دانمارک در المپیک تابستانی ۱۹۲۴
دانمارک در بازی‌های المپیک تابستانی ۱۹۲۴ که در شهر پاریس برگزار شد، کاروان دانمارک با ۸۹ ورزشکار در این رقابت‌ها شرکت کرد و موفق به کسب ۹ مدال (۲ طلا، ۵ نقره، ۲ برنز) شد. در جدول رتبه‌بندی توزیع مدال‌ها، دانمارک در ردهٔ ۱۲ مسابقات قرار گرفت.